# Buick Century
Der Buick Century war eine Serie von Personenkraftwagen, die von 1930 bis 1942 und dann zwischen 1954 und 1958 unter der amerikanischen Automobilmarke Buick von General Motors (GM) als Nachfolger der Serie 121 in den USA gefertigt wurde.
Bis 1935 hieß die Baureihe nur Serie 60, ab 1936 kam die Bezeichnung Century dazu. Von 1973 bis 2004 tauchte der Century als Mittelklassewagen wieder auf, allerdings ohne die Seriennummer 60. In China wird außerdem die vierte Generation des Vans Buick GL8 als Buick Century bezeichnet.

## Modellgeschichte

### Serie 60 (1930)
Die neuen großen Sechszylindermodelle für 1930 hatten einen obengesteuerten Motor mit einem Hubraum von 5431 cm³ und einer Leistung von 99 PS (73 kW) bei 2800 min−1. Der Radstand der mit sieben verschiedenen zwei- und viertürigen Karosserien verfügbaren Wagen betrug einheitlich 3353 mm. Die Serie 60 war damit das Spitzenmodell der Marke. Gegenüber dem Vorgängermodell der Serie 129 waren die Wagen um 50 mm niedriger und eleganter gestaltet.
Im Folgejahr entfielen alle Sechszylindermodelle und wurden durch Fahrzeuge mit Reihenachtzylindermotoren ersetzt. Im einzigen Produktionsjahr waren 38.180 Buick der Serie 60 entstanden.

### Serie 60 (1931–1932)

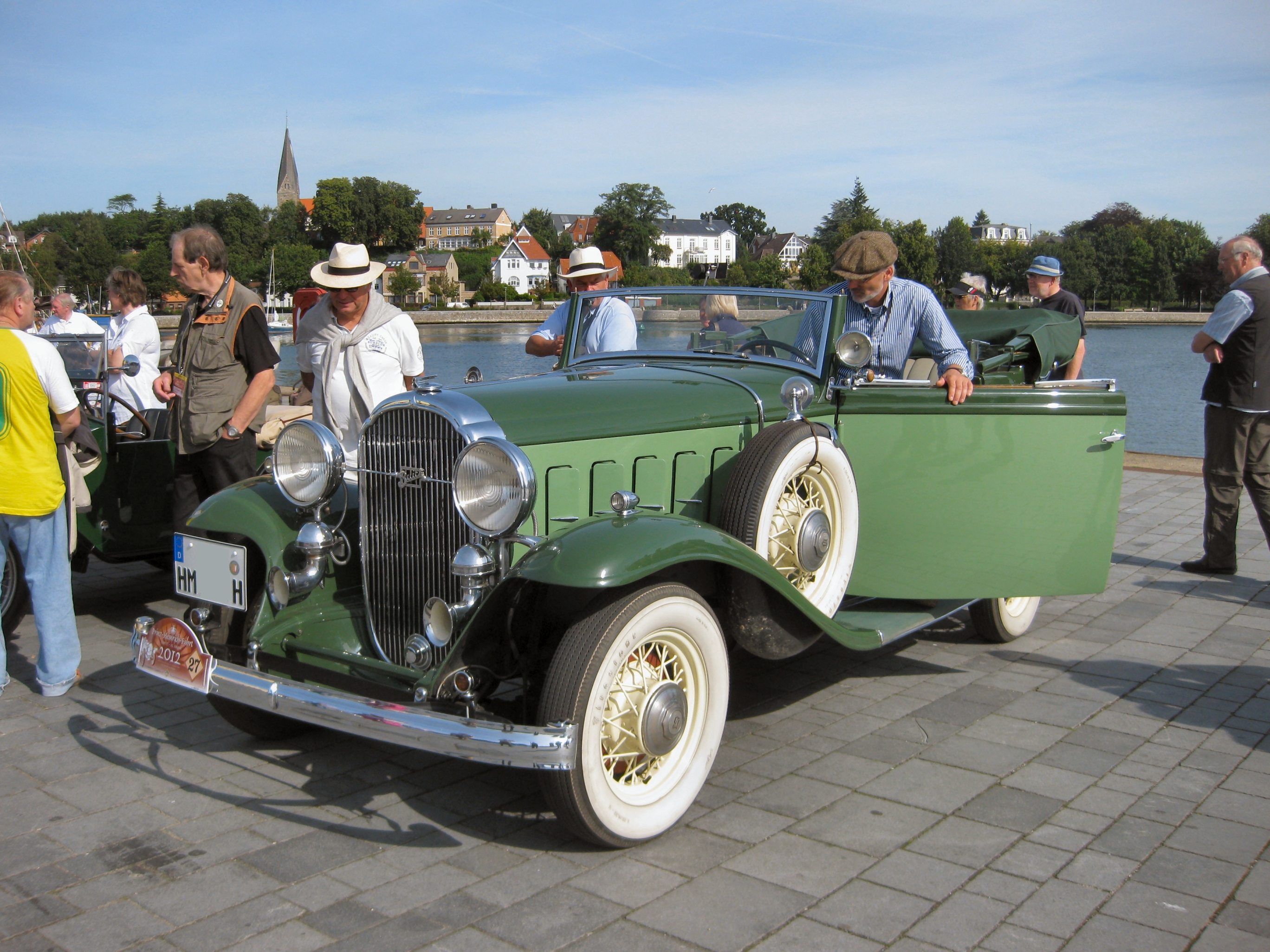
Buick Serie 60 Roadster (1932)

1931 bot Buick die Serie 60 als mittleres Modell an. Der um 356 mm (14″) verminderte Radstand entsprach mit 2997 mm dem der Serie 40 von 1930. Allerdings war die neue Serie 60 mit einem Reihenachtzylindermotor mit 4467 cm³ ausgestattet, der eine Leistung von 90 PS (66 kW) bei 3000 min−1 erbrachte – 3 bhp weniger als das Vorjahresmodell. Im Styling ähnelten die Fahrzeuge sehr den Fahrzeugen von 1930. Neben dem zweitürigen Roadster und dem zwei- und viertürigen Phaeton gab es ein zweitüriges Coupé und eine viertürige Limousine.
Wenig Änderungen gab es im Folgejahr. Nur die Windschutzscheibe war um 10° nach hinten geneigt. Neben zwei weiteren Coupé-Varianten kam ein zweitüriges Phaeton-Cabriolet und ein zweitüriges Cabriolet dazu.
In diesen beiden Jahren wurden 55.135 Fahrzeuge der Serie 60 hergestellt, davon 39.678 viertürige Limousinen und nur 908 Phaeton.

### Serie 60 (1933–1935)
1933 war die Serie 60 wieder fast zu alter Größe gewachsen. Mit um 229 mm (9″) auf 3226 mm gewachsenem Radstand erreichte sie fast den Wert von 1930. Roadster, Business-Coupé und Phaeton-Cabriolet waren weggefallen. Neu war auch die Frontansicht mit einem nach hinten geneigten, leicht V-förmig geformten Kühlergrill, auffälligen vertikale Lufteinlässe an den Seiten der Motorhaube und eleganteren Kotflügeln. Die Motorleistung stieg auf 97 PS (71 kW).
1934 waren die Lufteinlässe an den Motorhaubenseiten wieder zwei horizontale Streifen und die schüsselförmigen Scheinwerfer hatten Raketenform angenommen. Der Radstand stieg nochmals um 25,6 mm (1″) auf 3251 mm und es gab einen größeren Motor mit 4557 cm³ Hubraum und vollen 100 PS (74 kW) Leistung bei 3200 min−1. Eine zweitürige Limousine bereicherte die Zahl der verfügbaren Aufbauten.
Im Folgejahr gab es so gut wie keine Änderungen. Lediglich eine herausklappbare Armauflage für die Rücksitze kam dazu.
In drei Jahren entstanden 31.385 Wagen der Serie 60.

### Century Serie 60 (1936–1942)
1936 erschien die Serie 60 komplett überarbeitet. Der Radstand der mittleren Modellreihe sank wieder um 152 mm (6″) auf 3099 mm. Die Anzahl der Aufbauten wurde auf fünf begrenzt (eine viertürige Limousine, drei zweitürige Coupés und ein zweitüriges Cabriolet) und es kam ein neuer Name: Die Serie 60 erhielt den Beinamen Century. Neu war auch ein größerer Motor mit 5247 cm³ Hubraum und einer Leistung von 120 PS (88 kW) bei 3200 min−1. Alle Buick waren in diesem Jahr erstmals mit hydraulischen Bremsen an allen vier Rädern ausgestattet.
1937 erhielten die Wagen eine neu gestylte Kühlermaske mit stärkerer V-Form und einer mittig vertikal verlaufenden Chromleiste. Der Radstand wurde auf 3200 mm verlängert und als zusätzliche Aufbauten gab es wieder einen viertürigen Phaeton und eine zweitürige Limousine. Die Motorleistung legte auf 130 PS (96 kW) zu und der Century überschritt damit als erster Buick mit 162 km/h Höchstgeschwindigkeit die magische 100 mph – Grenze.
Im Folgejahr stieg die Motorleistung nochmals auf 141 PS (104 kW).
1939 gab es ein neues Styling der Frontmaske. Der neue mittig geteilte „Wasserfallgrill“ hatte senkrechte Chromstäbe und war im Mittelteil zur Motorhaube hin angehoben. Technisch gab es keine Änderungen.
1940 gab es komplett neue Karosserien ohne Trittbretter und mit in die vorderen Kotflügel integrierten Scheinwerfern. Der Kühlergrill hatte wieder horizontale Chromstäbe, entsprach in seinen Umrissen aber dem des Vorjahres. Die zweitürige Limousine fiel weg.
Im Modelljahr 1941 waren die Scheinwerfergehäuse vollständig in den vorderen Kotflügeln aufgegangen, die an Volumen zugenommen hatten. Der Phaeton das Cabriolet entfielen; dafür gab es wieder die zweitürige Limousine. Die Motorleistung wurde auf 165 PS (121 kW) erhöht.
1942, im letzten Jahr der Vorkriegsproduktion, bekam der Century noch einmal ein neues Gesicht. Der flache, hufeisenförmige Kühlergrill trug nun wieder senkrechte Chromstäbe. In diesem kurzen Modelljahr gab es nach dem Wegfall des Coupés nur noch zwei Aufbauten zur Auswahl: die Limousinen mit zwei oder vier Türen.
In den sieben Jahren wurden 134.163 Wagen der Serie 60 gebaut. Nach dem Krieg wurde der Century zunächst nicht wieder aufgelegt.

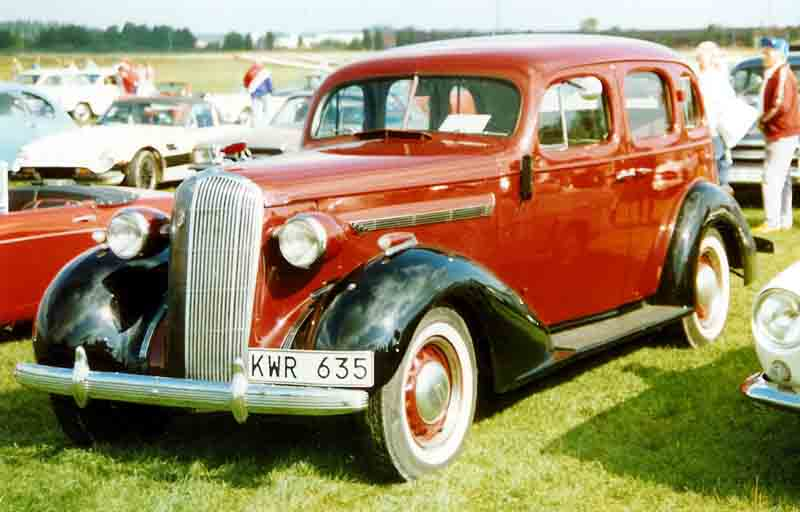
Buick Century 61 4-Door Sedan (1936)
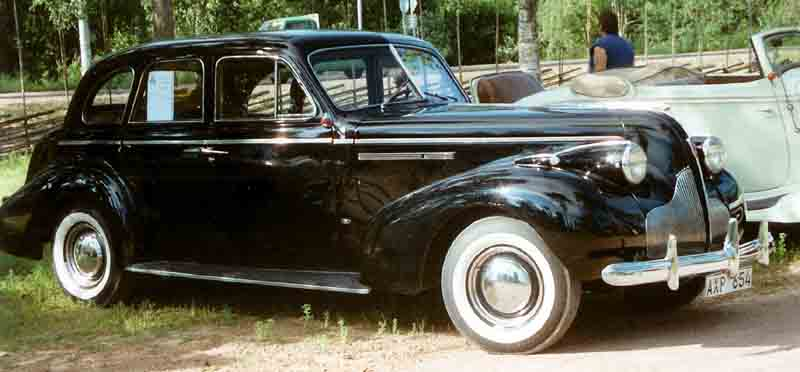
Buick Century 61 4-Door Sedan (1939)
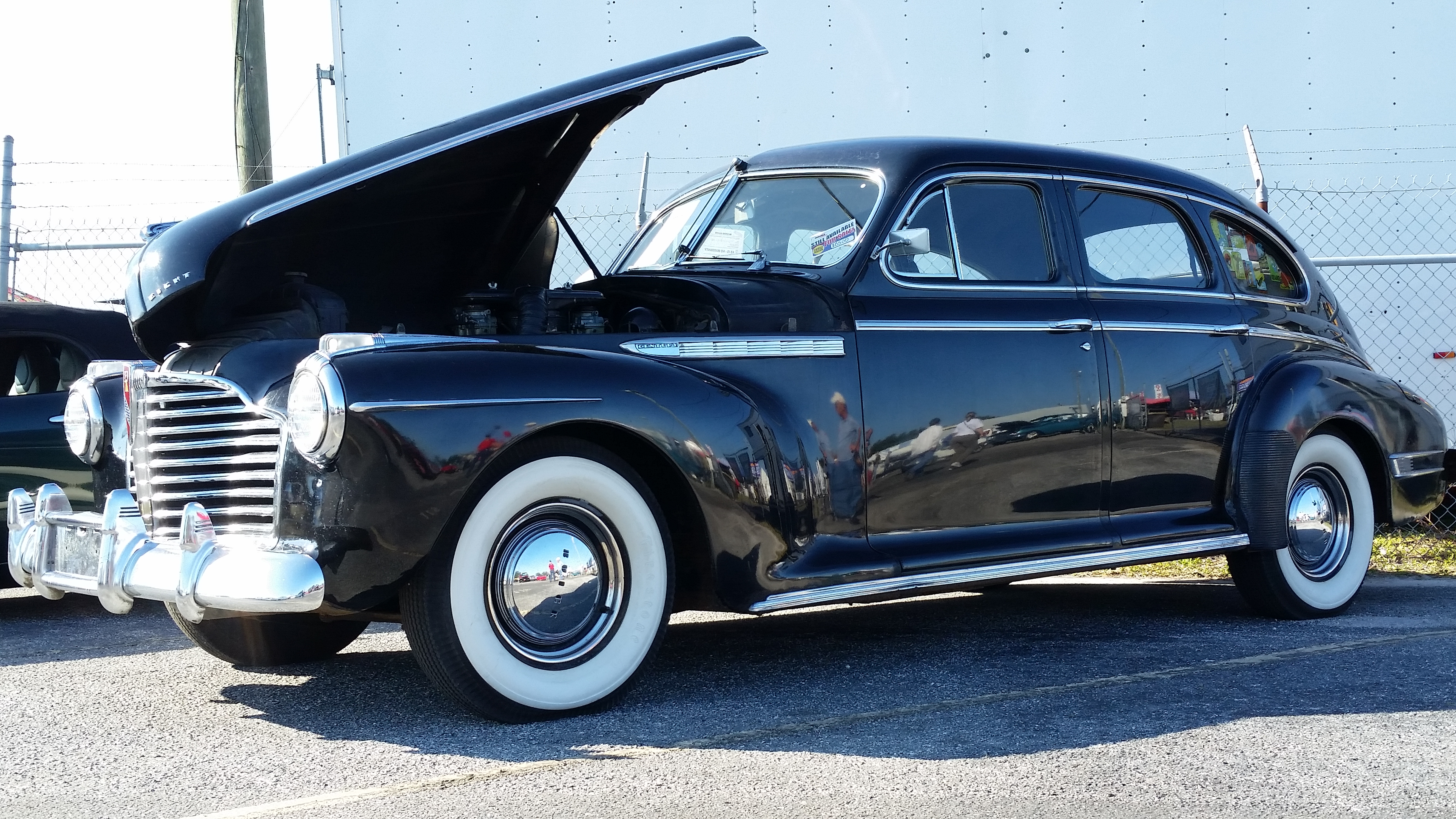
Buick Century 61 4-Door Sedan (1941)

### Century Serie 60 (1954–1958)
Anfang 1954 erschien der Century mit der komplett neuen Pontonkarosserie des Special. Alle Kotflügel waren im Karosseriekörper integriert und im Bereich der hinteren Türen zeigte sich ein kleiner Hüftschwung. Die Windschutzscheibe war als Panoramascheibe ausgeführt. Neu war auch der V8-Motor, den sich der Century mit dem Roadmaster desselben Jahrgangs teilte. Er schöpfte aus 5277 cm³ eine Leistung von 195 PS (143 kW) bei 4100 min−1. Ab diesem Modelljahr gab es in der Century-Baureihe erstmals neben der viertürigen Limousine und dem zweitürigen Cabriolet ein zweitüriges Hardtop-Coupé und einen fünftürigen Kombi.
1955 zeigt sich der Century mit großem Haifischmaul vorne und kleinen Heckflossen hinten. Die Motorleistung stieg bei gleichbleibendem Hubraum auf 236 bhp (174 kW). Zusätzlich zu den vier Karosserievarianten des Vorjahres gab es nun eine viertürige Hardtop-Limousine und eine zweitürige Limousine mit B-Säulen. Anstatt der drei Lüftungsöffnungen an den Seiten der vorderen Kotflügel, wie sie der Special hatte, besaß der Century vier Öffnungen.
Im Folgejahr wurde das Haifischmaul breiter und alle Limousinen mit B-Säule fielen weg. Die Leistung des Motors stieg wieder leicht auf 255 PS (187,5 kW).
Während 1957 die Front fast gleich blieb, wurden die Heckflossen und der Hüftschwung deutlich vergrößert. Vergrößert wurde auch der V8-Motor, und zwar auf einen Hubraum von 5965 cm³. Die Leistung stieg auf 300 PS (221 kW) bei 4600 min−1. Auf Wunsch gab es auch einen leistungsgesteigerten Motor mit 330 PS (243 kW). Die viertürige Limousine mit B-Säulen kehrte zurück. Der Kombi wurde durch einen fünftürigen Hardtop-Kombi namens Century Caballero – den einzigen je von Buick hergestellten Hardtop-Kombi – ersetzt.
Komplett überarbeitet zeigte sich der Buick Century für das Modelljahr 1958. Wie beim Special gab es anstatt des Haifischmaules ein Gitter über die gesamte Fahrzeugbreite. Darüber waren Doppelscheinwerfer nebeneinander angeordnet. Die Heckflossen wuchsen ins Riesenhafte und an den Seiten der hinteren Türen und hinteren Kotflügel gab es breite verchromte Streifen. Technisch änderte sich in diesem letzten Jahr vor der Modellablösung nichts, nur die leistungsgesteigerte Motorvariante mit 330 PS (243 kW) entfiel. Im Folgejahr ersetzte der Invicta den Century.
Bis Ende 1958 entstanden 447.024 Wagen der letzten Serie 60.

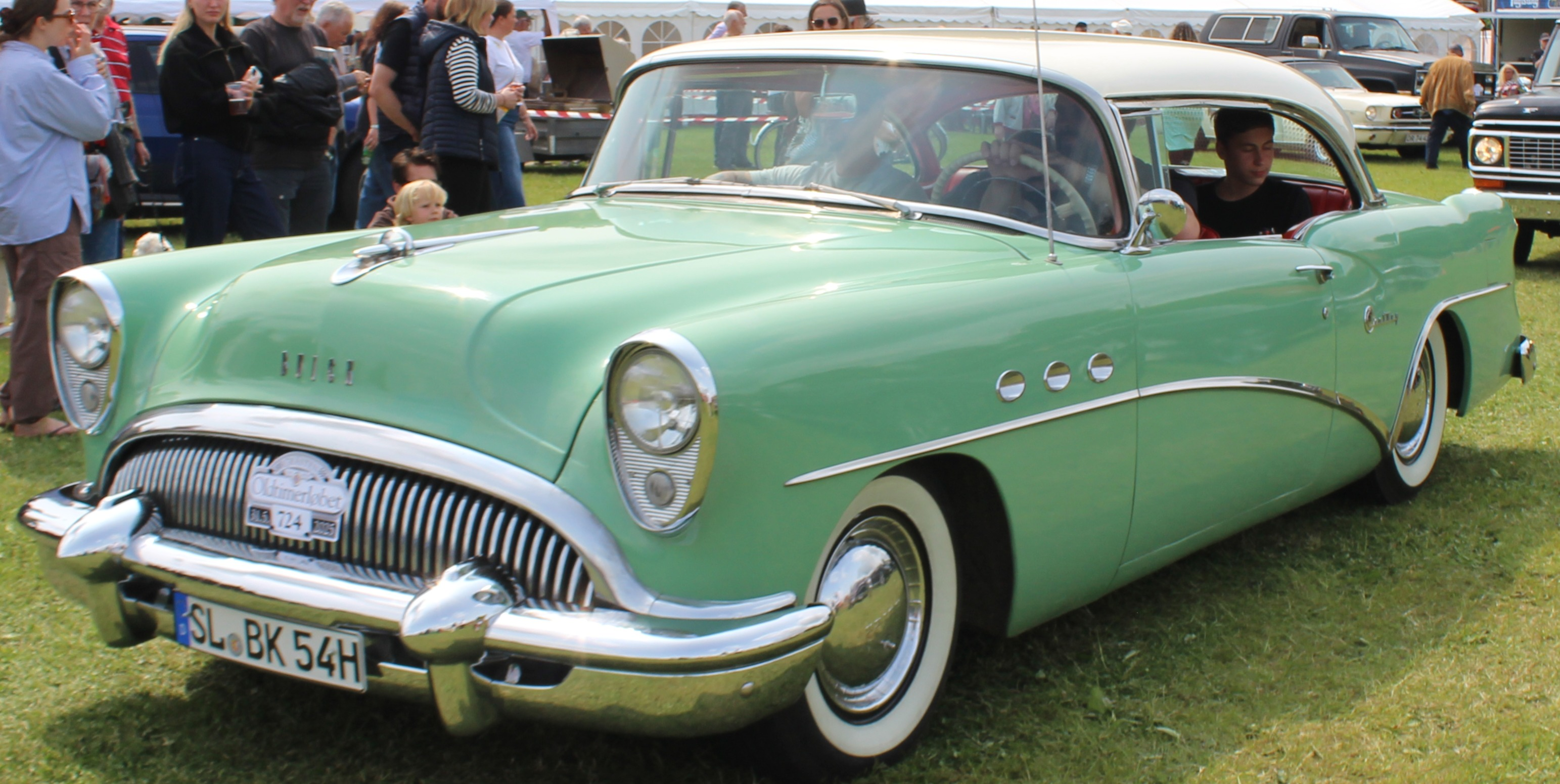
Buick Century Coupé (1954)
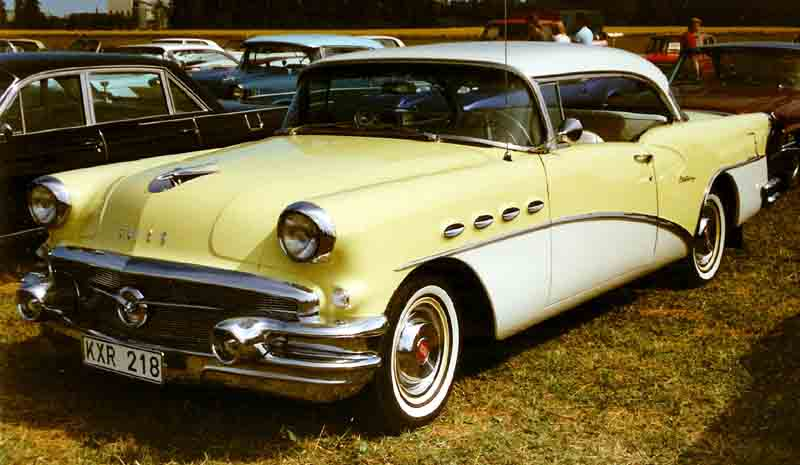
Buick Century 66R Riviera Hardtop-Coupé (1956)
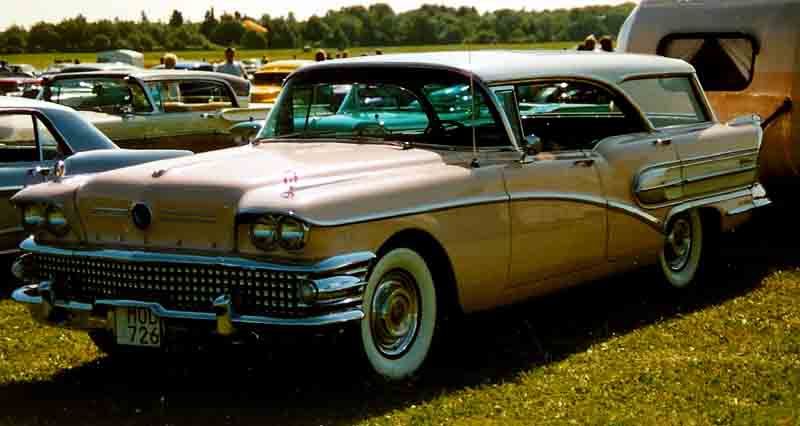
Buick Century Caballero (1958)

### Century 350 / Century / Century Custom (1973–1977)
Im Frühjahr 1973 erschien ein neuer Century auf der wesentlich kleineren GM-A-Plattform. Der Radstand war mit 2946 mm 152 mm (6″) kleiner als beim letzten Modell der Serie 60.
Die Wagen mit der V-förmigen Schnauze, dem rechteckigen Kühlergrill und den daneben eingebauten Einzelscheinwerfern in rechteckigen Rahmen waren als zweitüriges Hardtop-Coupé, viertürige Hardtop-Limousine und fünftüriger Kombi zu haben. Neu war auch ein V8-Motor mit 5735 cm³ Hubraum und einer (Netto-)Leistung von 150 PS (110 kW). Er gab mit seinem Hubraum von 5,7 Liter (350 in³) der Baureihe auch ihren Namen. In ähnlicher Ausstattung gab es die Schwestermodelle Luxus und Regal.
1974 gab es kaum stilistische Änderungen, lediglich der Kühlergrill dehnte sich über die gesamte Fahrzeugbreite. Das Hardtop-Coupé erhielt ein kürzeres Fahrgestell mit nur noch 2845 mm Radstand.
1975 entfielen die Hardtop-Modelle und wurden durch Karosserievarianten mit B-Säulen ersetzt. Anstatt der einfachen Scheinwerfer gab es nun übereinander angeordnete Doppelscheinwerfer. Zusätzlich zum Century gab es den besser ausgestatteten Century Custom und einen einfacher ausgestatteten Century Special. Die Motorleistung des V8 fiel auf 145 PS (107 kW); zusätzlich gab es einen neuen Basismotor, einen V6 mit 3785 cm³ Hubraum und 110 PS (81 kW) bei 4000 min−1.
Im Folgejahr waren die Fahrzeugfronten überarbeitet worden: Es gab einen „mercedesähnlichen“ Kühlergrill mit Kühlerfigur und nebeneinander angeordnete, rechteckige Doppelscheinwerfer mit darunter liegenden Blink- und Begrenzungsleuchten. Die Motorleistungen fielen auf 105 PS (77 kW) beim V6 und auf 140 PS (103 kW) beim V8.
Wenige Änderungen (mit Ausnahme eines in 2 × 3 Felder geteilten Kühlergrills) gab es 1977. Auch technisch gab es keine Veränderungen, aber ein „Hochleistungs-V8“ mit 155 PS (114 kW) kam dazu.
In fünf Jahren entstanden 578.243 Exemplare der sechsten Century-Baureihe.

### Century (1977–1981)
Ende 1977 wurden die Wagen der Century-Baureihe nochmals verkleinert. Ihr Radstand betrug nun einheitlich 2746 mm. Es gab weiterhin ein zweitüriges Coupé, eine viertürige Limousine und einen fünftürigen Kombi. Neben dem einfachen Century Special gab es drei Unterbaureihen: Den Century  Custom (in allen drei Karosserievarianten), den Century Sport (nur als Coupé) und den Century  Limited (als Coupé und Limousine). Die Front der Fahrzeuge zeigte sich mit einem Kühlergrill über die gesamte Fahrzeugbreite, begrenzt durch einzelne Rechteckscheinwerfer mit links und rechts angesetzten Blink- und Parkleuchten. Coupé und Limousine waren nun mit einem Schrägheck versehen.
Es gab drei verschiedene Motoren zur Wahl: Der kleine V6 hatte 3212 cm³ Hubraum und leistete 90 PS (66 kW), der größere V6 lieferte aus 3785 cm³ 105 PS (77 kW) und der V8 brachte es auf 4998 cm³ und 160 PS (118 kW).
1979 gab es nur kosmetische Änderungen an den Karosserien; umso mehr tat sich bei den Motoren: Der kleine V6 leistete 105 PS (77 kW), der große V6 als Saugmotor 115 PS (85 kW). Mit Turbolader brachte es der 3,8-Liter-V6 auf 170 PS (125 kW). Der 5,0-l-V8 wurde durch ein etwas kleineres Modell mit 4933 cm³ und 140 PS (103 kW) Leistung ersetzt.
1980 wurden Coupé und Limousine anstatt mit Schrägheck wieder mit klassischem Stufenheck gefertigt, wobei vom Century Limited nur noch die Limousine erhältlich war. Der Century Custom hieß nun einfach Century und der Century Special war entfallen. Der kleine V6-Motor war entfallen, den großen gab es unverändert als Saug- oder Turbovariante. Auch der 4,9-Liter-V8 war weiterhin verfügbar, dazu gab es wieder einen 5,0-Liter-V8, diesmal mit 155 PS (114 kW).
1981 entfiel das Coupé (und mit ihm die Unterserie Sport) vollständig. Der Century „Estate Wagon“ (nicht „Station Wagon“) wurde zur eigenen Unterserie. Entfallen war auch der Turbo-Motor. Wieder gab es drei Motoren zur Auswahl: Der bekannte 3,8-Liter-V6 mit 110 PS (81 kW), ein V8 mit 4342 cm³ Hubraum und 119 PS (87,5 kW) und erstmals ein V8-Diesel mit 5735 cm³ Hubraum und 105 PS (77 kW).
In diesen vier Jahren entstanden 382.413 Century (ohne Century Special).

### Century (1982–1996)
Anfang 1982 wurde die Century-Baureihe komplett neu aufgelegt. Die neuen Wagen hatten einen Radstand von 2664 mm und Frontantrieb. Es gab sie als zweitüriges Coupé oder viertürige Limousine. Die Frontmaske zeigte wieder den typischen „Mercedes-Grill“, flankiert von rechteckigen Doppelscheinwerfern. Die einfacher ausgestattete Unterbaureihe hieß Custom, die besser ausgestattete Limited.
Die V8-Motoren waren Vergangenheit. Die Basismotorisierung war ein quer eingebauter Vierzylinder-Reihenmotor mit 2474 cm³ Hubraum und einer Leistung von 90 PS (66 kW). Auf Wunsch gab es einen V6 mit 2966 cm³ und 110 PS (81 kW) oder einen V6-Diesel mit 4302 cm³ und 85 PS (62,5 kW). Mit nur kosmetischen Änderungen an der Fahrzeugfront und ohne technische Änderungen wurden die Fahrzeuge auch 1983 weitergebaut.
Ende 1983 wurde wieder nur der Kühlergrill überarbeitet. Zu den Unterbaureihen Custom und Limited kam der sportlich ausgestattete T-Type. Er hatte u. a. einen schwarzen Kühlergrill, schwarze Lackierung unterhalb der Gürtellinie, eine LED-Tachometer etc. Während es den T-Type nur als Coupé und Limousine gab, wurden der Custom und der Limited auch wieder als fünftüriger Kombi geliefert. Der Vierzylindermotor legte in der Leistung auf 92 PS (68 kW) zu.
Anfang 1985 zeigte der Kühlergrill ein „Wasserfallmuster“ (dünne, vertikale Chromstäbe). Anstatt des V6-Motors mit 3,0 l Hubraum gab es zwei neue mit 2835 cm³ und 112 PS (82 kW), bzw. 3785 cm³ und 125 PS (92 kW). Reihenvierzylinder und Diesel wurden unverändert angeboten.
1986 hatte der Century eine nach vorne geneigte Front mit kleinen, rechteckigen Doppelscheinwerfern und einem feinmaschigen Kühlergrill mit je einer vertikalen und horizontalen Chromleiste. Der größere V6-Motor lieferte nun 150 PS (110 kW), der Dieselmotor entfiel ersatzlos.
1987 gab es an den Karosserien keine Veränderungen. Der gerade im Vorjahr erstarkte große V6-Motor entfiel, da nun der kleine 2,8-Liter-V6 bereits 125 PS (92 kW) lieferte. Der Vierzylindermotor leistete in diesem Jahr 98 PS (72 kW).
Auch 1988 gab es keine äußerlichen Änderungen, dafür aber einen neuen V6-Motor mit 3343 cm³ Hubraum und 160 nhp (118 kW) Leistung. Das Sportmodell T-Type entfiel, dafür wurde der Estate Wagon wieder zur eigenen Unterserie.
Ab Anfang 1989 bestand der Kühlergrill aus einem breiten horizontalen Chromstreifen oben und zwei kleineren darunter. Die Blinkleuchten griffen und die Fahrzeugecken herum. Technisch gab es keine Veränderungen. Im Folgejahr wurde der so renovierte Century weitergebaut. Der 2,5-Liter-Vierzylindermotor erreichte mit 110 PS (81 kW) seine größte Leistung.
Im Frühjahr 1991 wurde wieder der Kühlergrill überarbeitet (nun hatte er wieder „Wasserfalldesign“, wobei die obere Chromleiste aber blieb). Die drei Unterserien waren nun Special (nur Limousine), Custom (Coupé, Limousine, Kombi) und Limited (Limousine und Kombi). Im Folgejahr gab es gar keine Veränderungen. 1993 wurde der 2,5-v-Vierzylinder durch ein Aggregat mit nur noch 2179 cm³ Hubraum bei gleichbleibenden 110 PS (81 kW) ersetzt.
1994 entfiel das Coupé komplett sowie die luxuriöse Limited-Unterbaureihe und der Kombi der mittleren Custom-Unterbaureihe. Der Vierzylindermotor legte auf 120 PS (88 kW) zu und der 3,3-Liter-V6 entfiel. Dafür kam ein neuer V6-Motor mit 3130 cm³ Hubraum und einer Leistung von ebenfalls 160 PS (118 kW).
1995 kehrte der Limited als Limousine zurück und die gesamte Baureihe wurde bis Ende 1996 unverändert weitergebaut.
In diesen 15 Jahren entstanden 2.251.382 Buick Century.

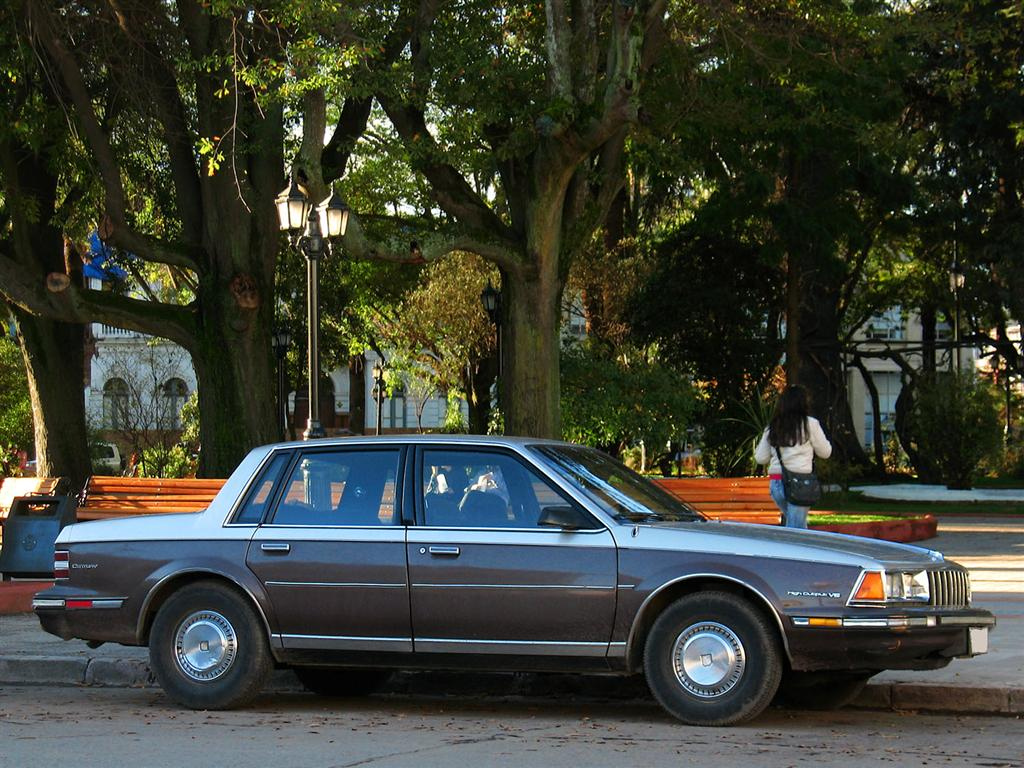
Buick Century Sedan (1983–1985)
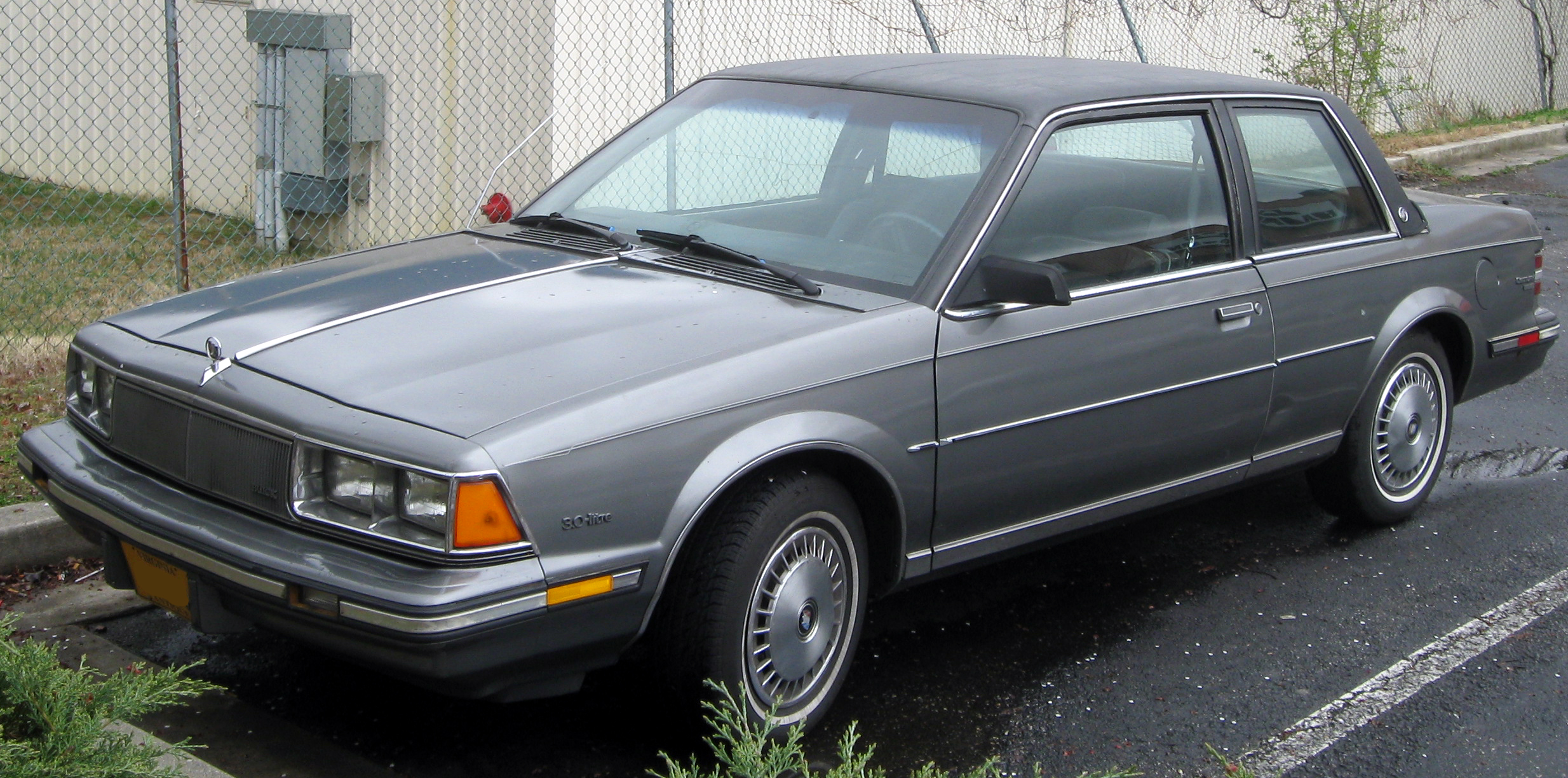
Buick Century Coupé (1985–1989)

### Century (1997–2004)
Anfang 1997 gab es letztmals einen vollkommen neuen Century.
Die Linien waren deutlich weicher gestaltet und der Radstand der neuen GM-W-Plattform hatte auf 2769 mm zugenommen. Der ovale Kühlergrill wurde von Breitbandscheinwerfern mit integrierten Blinkleuchten flankiert. Die viertürige Limousine war als Custom oder Limited verfügbar.

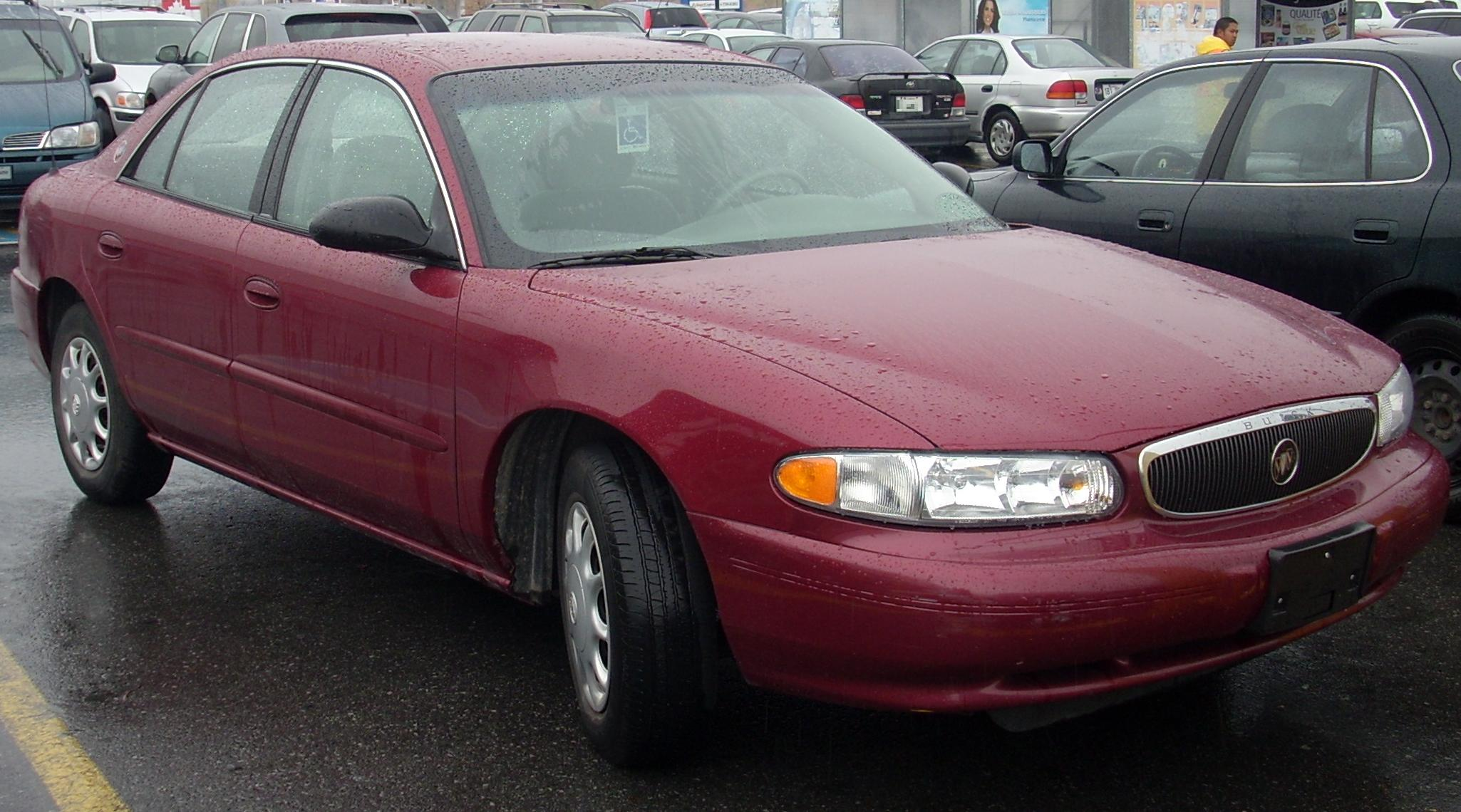
Buick Century (2002–2004)

Einzig mögliche Antriebsquelle war der vom Vorgänger bekannte V6-Motor mit 3130 cm³ Hubraum und einer Leistung von 160 PS (118 kW). Nach Wegfall des Skylark zum Jahresende 1997 war der Century das Einstiegsmodell der Marke.
2000 stieg die Motorleistung auf 175 PS (129 kW). Im Herbst 2002 wurde ein leichtes Facelift vorgenommen.
Am 25. Oktober 2004 entstand der letzte Buick Century. Nachfolger wurde kurz darauf der Buick LaCrosse.